# NGC 212
NGC 212 é uma galáxia elíptica (E-S0) localizada na direcção da constelação de Phoenix. Possui uma declinação de -56° 09' 09" e uma ascensão recta de 0 horas, 40 minutos e 13,4 segundos.
A galáxia NGC 212 foi descoberta em 28 de Outubro de 1834 por John Herschel.